# Beni Mezline
Beni Mezline (em árabe: بنى مزلين) é uma cidade e comuna localizada na província de Guelma, Argélia. Segundo o censo de 2008, a população total da cidade era de 4 883 habitantes.